# Момчило Радосављевић
Момчило Моле Радосављевић (Слатина, 1910 – Чачак, 1. фебруар 1942) био је српски и југословенски правник, секретар Среског комитета Комунистичке партије Југославије за срез трнавски и први командант Чачанског партизанског одреда „др Драгиша Мишовић“.

## Биографија
Рођен је 1910. године у чачанском селу Слатина. Завршио је студије права, а у међуратном периоду је био секретар Среског комитета Комунистичке партије Југославије за срез трнавски.
Приликом оснивања Чачанског партизанског одреда „др Драгиша Мишовић“, 12. јула 1941. године на планини Јелици, изабран је за команданта одреда, а за политичког комесара је изабран Ратко Митровић. Учествовао је у опсади Краљева, октобра 1941. године.
Заробљен је од стране четникa Драже Михаиловићa под командом Предрагa Раковићa, предат Немцима и стрељан 1. фебруара 1942. године у Чачку.